# Prism (Katy Perry)
Prism è il quarto album in studio della cantante statunitense Katy Perry, pubblicato il 18 ottobre 2013 dalla Capitol Records.
La registrazione dell'album ha avuto inizio nel 2012, in seguito la pubblicazione della riedizione del precedente album, Teenage Dream: The Complete Confection, ed è continuata sino all'anno successivo. La composizione dell'album è stata in gran parte ispirata dagli artisti musicali dance svedesi come Robyn. Al fine di creare il suono desiderato, Katy Perry ha lavorato con il produttore svedese Max Martin, ma anche con Dr. Luke, Cirkut, Greg Wells, Benny Blanco, Stargate (con questi ultimi cinque aveva già collaborato in passato), Klas Åhlund, Bloodshy e Greg Kurstin.
Roar è stato pubblicato il 10 agosto 2013 come singolo apripista dell'album e ha raggiunto la prima posizione della Billboard Hot 100 così come i primi dieci posti in venticinque stati. Dall'album sono stati poi estratti due singoli promozionali (Dark Horse e Walking on Air) mentre il 16 ottobre 2013 è stato pubblicato il secondo singolo, Unconditionally. Forte del successo commerciale ottenuto, Dark Horse (con la partecipazione del rapper Juicy J) è stato promosso come terzo singolo ufficiale dall'album ed è diventato il nono brano della cantante ad avere raggiunto il primo posto nella classifica statunitense. Il 3 aprile 2014 la Perry ha confermato che Birthday sarebbe stato il quarto singolo estratto dall'album. Il 28 luglio viene invece pubblicato come quinto singolo This Is How We Do. 
Al fine di promuovere il disco, la cantante ha intrapreso il Prismatic World Tour, evento mondiale che nel giro di circa un anno e mezzo ha visitato Europa, America, Oceania ed Asia, ricevendo un vasto successo commerciale globale tanto da esser stato classificato come 4º tour dai migliori incassi del 2014 e 27º dell'anno successivo, grazie a un ricavato complessivo di oltre $200 milioni.

## Antefatti
Johnny Wujek, che ha disegnato i costumi di Katy Perry per il California Dreams Tour, ha detto in un'intervista nel luglio 2012: "Abbiamo sentito la nuova canzone per il suo prossimo album e ho pensato, 'Oh mio Dio vedo il video', e lei ha detto 'Anche io vedo il video', ed eravamo totalmente sulla stessa lunghezza d'onda".
Verso la fine del 2012, Katy Perry, intervistata da Billboard, ha detto di Prism: "So esattamente il disco che voglio fare. Conosco la grafica, la colorazione e il tono... So, addirittura, il tipo di tour che dovrò fare dopo. Sarei molto contenta se la visione che ho in testa diventasse realtà".
Katy Perry ha, inoltre, dichiarato che non voleva che l'album fosse una sorta di Teenage Dream 2.0, affermando: "Sarebbe sciocco. Non è di alcun interesse per me, per cercare di superare me stessa." La cantante ha poi dichiarato al mensile di moda Vogue che Prism avrebbe contenuto elementi "oscuri" rispetto ai suoi precedenti lavori.
Nel mese di aprile 2013, la Perry ha dichiarato che l'album era per metà completo e lo ha descritto come "schizofrenico", aggiungendo: "Max Martin e Dr. Luke mi spingono a dare di più. Come squadra abbiamo punti di forza specifici, [...] lavorare con Bonnie McKee è come una sessione di abuso emozionale."
Nel luglio 2013, McKee ha rivelato che Perry e lei stessa hanno scritto quattro brani nella città natale della cantante (Santa Barbara (California)) e ha aggiunto che fossero più "maturi" rispetto ai precedenti firmati da loro stesse. Il mese successivo, McKee ha anche dichiarato: "Beh, sai, lavoriamo con [i produttori] Dr. Luke e Max Martin, sono come geni melodici ..... [Luke] e [Max] tornano [da noi] con la traccia e noi troviamo il tipo di storia all'interno di essa".

## La copertina e il titolo
La copertina è stata mostrata in anteprima il 6 settembre 2013 dalla stessa cantante mentre era ospite al programma televisivo Good Morning America ed ha poi riproposto la cover sulla propria pagina ufficiale Facebook. La tracklist completa dell'album è stata, invece, rivelata il 30 settembre 2013.
Durante gli MTV Video Music Awards 2013, Katy Perry ha rivelato a MTV News perché ha scelto Prism come titolo del suo nuovo album. Katy Perry ha definito il suo lavoro come “un intreccio di colori” ed ha poi sottolineato di aver attraversato una fase cupa ma di aver preferito di gran lunga la luce all'oscurità. Da qui il nome Prism, perché il prisma è la figura che riflette la luce lasciandosi completamente attraversare da questa per poi riproporla all'esterno, modificandone la traiettoria e i colori.

## Brani

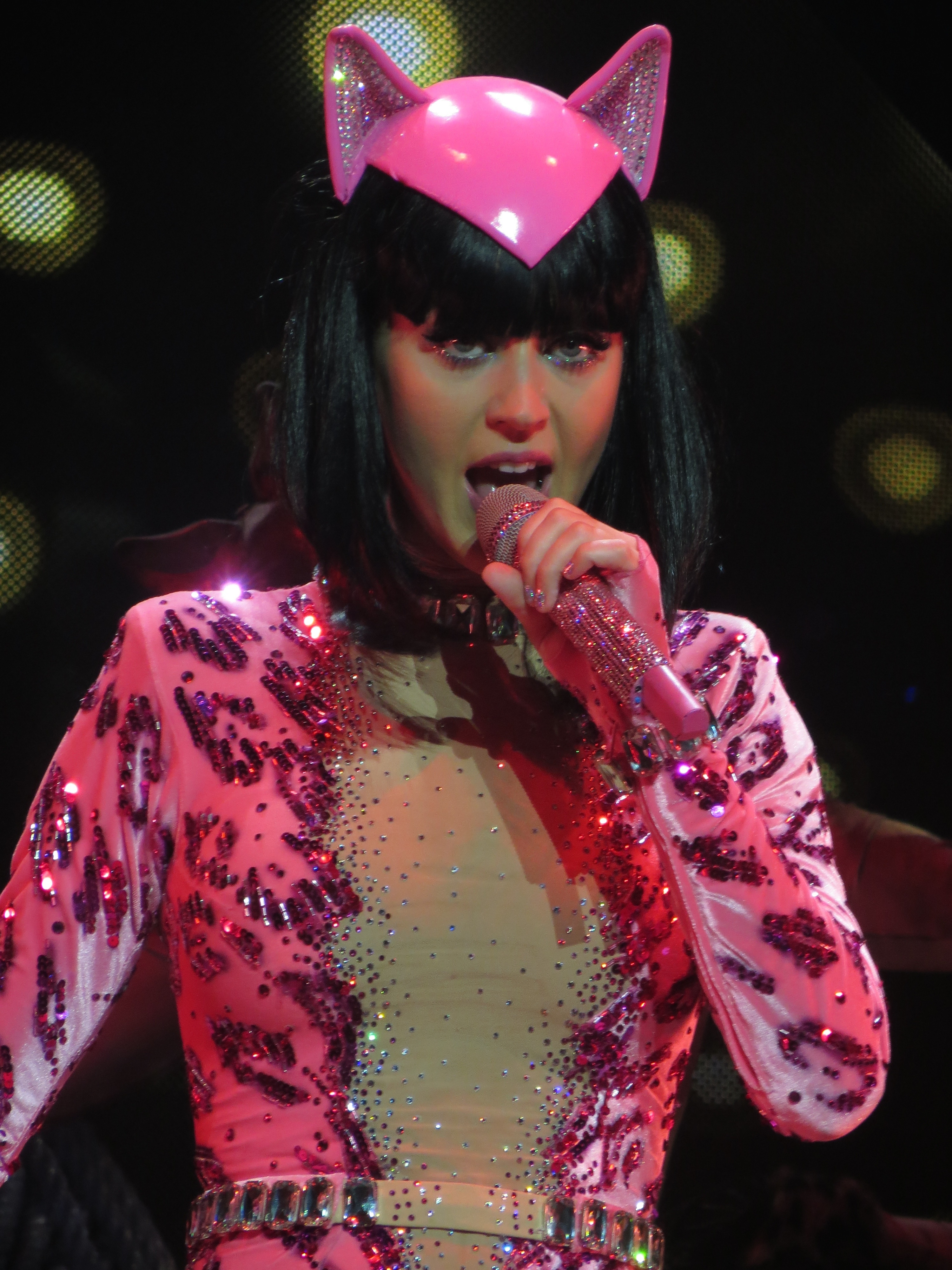
Katy Perry durante un'esibizione nel 2014

Il brano d'apertura di Prism, nonché primo singolo estratto, è Roar che è un brano midtempo di musica power pop che incorpora elementi folk rock con un ritornello che si sviluppa su un beat martellante. Il testo rievoca gli atteggiamenti battaglieri della Perry, già presenti nel precedente singolo Firework contenuto in Teenage Dream. Katy ha spiegato il significato di Roar su BBC Radio 1: “È una di quelle canzoni che ti fanno sentire più sicura. L'ho scritta perché ero stanca di tenere tutti quei sentimenti dentro, una cosa che causa risentimento”. Legendary Lovers, seconda traccia dell'album, è stata definita come la canzone con "il coro più interessante" (Take me down to the river / Underneath the blood-orange sun / Say my name like a scripture / Keep my heart beating like a drum). Perry ha descritto la canzone come la "più ritmata", mentre James Montgomery, scrivendo per MTV, ha dichiarato che la canzone "ribolle lentamente prima di scoppiare in un sound tribale". Birthday, terzo brano del disco, nonché quarto singolo estratto, si apre con sonorità disco ed è stato associato dalla stessa Katy Perry allo stile della prima Mariah Carey. È stata definita da Gary Trust (Billboard) come una futura contendente per la numero uno nella classifica statunitense e da Francesco Chignola (TV Sorrisi e Canzoni) come una hit garantita.
I primi tre brani sono firmati da Katy insieme all'amica cantautrice Bonnie McKee (per Katy aveva già firmato brani come Wide Awake e Part of Me) e sono prodotti, come gran parte del resto dell'album, da un trio di prestigiosi produttori: Dr. Luke, Cirkut e Max Martin.
La quarta traccia e secondo singolo promozionale, Walking on Air, è stata prodotta da Klas Åhlund (produttore di Robyn). Il brano è palesemente ispirato alla musica dance degli anni novanta; tra le ispirazioni dichiarate del brano ci sono artiste come CeCe Peniston e Crystal Waters. Unconditionally, brano preferito da Katy Perry, è il secondo singolo estratto. È stata definita come una power ballad con un "coro epico". Jason Lipshutz di Billboard ha dichiarato che Unconditionally sia il brano più "maturo" contenuto in Prism mentre Francesco Chignola (TV Sorrisi e Canzoni) l'ha definita come "una canzone forse più convenzionale di quelle che l'hanno preceduta nell'album, ma è matura e assolutamente efficace". Dark Horse (con la partecipazione del rapper Juicy J) è il primo singolo promozionale dell'album e successivamente terzo singolo estratto dall'album. Il brano si avvicina ai generi trap, grime e hip hop. Musicalmente i versi della canzone sono costruiti attorno a ritmi gelidi. La produzione di Dark Horse è costituita da un beat hip-hop, insieme a influenze di EDM e rap. Keith Murphy di Vibe definisce la canzone "oscura", e molto lontana dal precedente album della Perry.
This Is How We Do, quinto singolo estratto dall'album, è stato prodotto da Max Martin e Klas Ahlund ed è stato descritto come possibile "hit dell'estate (2014)". Shirley Halperin del The Hollywood Reporter ha definito il brano come un "piacevole ritorno al trascinante beat degli anni ottanta" mentre Edna Gundersen (USA Today) lo ha descritto come un "esplosione pop capace di essere sostenuta da basi hip-hop" e ha elogiato il ritornello ricorrente del pezzo ("It's no big deal!"). Nate Jones (Popdust) ha confrontato il testo del brano con il precedente singolo della stessa cantante Last Friday Night (T.G.I.F.), pur dichiarando che il testo fosse meno comico. International Smile, ottava traccia di Prism, è un brano dance pop immediato, pronto da essere remixato e ballato mentre la nona Ghost è un brano midtempo scritto a Santa Barbara nonché città natale della cantante.
La decima traccia (l'unica prodotta da Bloodshy) ha come titolo Love Me ed è un brano dal ritmo energico e tendente alle sonorità dance. Edna Gundersen (USA Today) lo ha definito come "irresistibilmente accattivante ed energico" mentre Elijah Sarkesian (DavidAtlanta.com) come "un interessante mix - il testo è cupo, ma la sonorità è molto dance. Mal che vada, avrà successo nelle discoteche". La traccia seguente, This Moment, è stata scritta da Katy Perry dopo che la stessa aveva sentito l'audiolibro The Power of Now: A Guide to Spiritual Enlightenment; il testo della canzone parla del "vivere nel presente" con un'aggiunta "romantica" da parte della cantante. Double Rainbow, dodicesimo brano presente in Prism, è stato prodotto da Greg Kurstin e Sia (una delle autrici più richieste degli ultimi anni). È un'altra power ballad con un ritornello trascinante e una strofa la cui linea melodica forse può ricordare Someone like You di Adele, afferma Francesco Chignola (TV Sorrisi e Canzoni). By the Grace of God, che chiude la versione «standard» di Prism, è l'unica ballata priva di un vero beat, con una strofa piano e voce. Katy ha dichiarato che il brano è stato il primo a essere scritto (assieme a Greg Wells, produttore di Waking Up in Vegas) ed è quindi, come in un flashback, il vero punto di partenza di questo percorso di rinascita.
L'edizione «deluxe» di Prism è costituita da ulteriori tre brani: Spiritual, It Takes Two e Choose Your Battles.
Tra gli illustri musicisti è presente John Mayer alla chitarra in T

## Accoglienza
Prism ha ricevuto recensioni per la maggior parte positive da parte dei giornalisti. Metacritic, il sito che assegna punteggi standardizzati su 100 basandosi sulle recensioni di giornalisti professionisti, gli ha assegnato un voto di 62/100 basato su 23 recensioni. Jon Dolan dal Rolling Stone ha conferito all'album 3/5 stelle dichiarando che "Katy Perry e i suoi collaboratori storici Dr. Luke e Max Martin propendono per un'intimità più scura e imbronciata à la dive svedesi Robyn e Lykke Li. Katy ha sempre fatto un buon lavoro nel farci credere di non voler essere presa sul serio come star del pop. Con dispiacere lei non ha sempre lo stesso senso dell'umorismo e autoconsapevolezza della burla in questa sua introspezione da popstar. Il susseguirsi di ballate mature nell'album è lardellato con la poesia di Alanis che lei non riesce a fare". Nick Catucci dell'Entertainment Weekly ha assegnato all'album il voto B + e ha dichiarato che "il superpotere di Katy, ora più che mai, è quello di inventare brani così associabili che le loro sensibilità li fanno subito diventare un'ispirazione... Ora lei è consapevole che sta facendo musica commerciale, non solo che ci nuota dentro".
Helen Brown del The Daily Telegraph ha assegnato all'album 5/5 stelle e ha dichiarato che Katy Perry "sembra una donna e un'artista che ha finalmente ritrovato se stessa" elogiando la "vulnerabilità" dell'album.

## Tracce
1. Roar – 3:43 (Katy Perry, Lukasz Gottwald, Max Martin, Bonnie McKee, Henry Walter)
2. Legendary Lovers – 3:44 (Katy Perry, Lukasz Gottwald, Max Martin, Bonnie McKee, Henry Walter)
3. Birthday – 3:35 (Katy Perry, Lukasz Gottwald, Max Martin, Bonnie McKee, Henry Walter)
4. Walking on Air – 3:42 (Katy Perry, Klas Åhlund, Max Martin, Adam Baptiste, Caméla Leierth)
5. Unconditionally – 3:48 (Katy Perry, Lukasz Gottwald, Max Martin, Henry Walter)
6. Dark Horse (feat. Juicy J) – 3:35 (Katy Perry, Jordan Michael Houston, Lukasz Gottwald, Sarah Hudson, Max Martin, Henry Walter)
7. This Is How We Do – 3:24 (Katy Perry, Klas Åhlund, Max Martin)
8. International Smile – 3:48 (Katy Perry, Lukasz Gottwald, Max Martin, Henry Walter)
9. Ghost – 3:23 (Katy Perry, Lukasz Gottwald, Max Martin, Bonnie McKee, Henry Walter)
10. Love Me – 3:53 (Katy Perry, Max Martin, Christian Karlsson, Vincent Pontare, Magnus Lidehäll)
11. This Moment – 3:47 (Katy Perry, Tor Erik Hermansen, Mikkel Storleer Eriksen, Benjamin Levin)
12. Double Rainbow – 3:52 (Katy Perry, Sia Furler, Greg Kurstin)
13. By the Grace of God – 4:28 (Katy Perry, Greg Wells)

Tracce bonus nell'edizione Deluxe
1. Spiritual – 4:36 (Katy Perry, Greg Kurstin)
2. It Takes Two – 3:54 (Katy Perry, Tor Erik Hermansen, Mikkel Storleer Eriksen, Benjamin Levin, Emeli Sandé)
3. Choose Your Battles – 4:27 (Katy Perry, Jonatha Brooke, Greg Wells)

## Successo commerciale
Tra il 2013 e il 2016 l'album è riuscito a vendere oltre 5.000.000 copie in tutto il mondo, mentre ha raggiunto negli USA il doppio disco di platino per aver venduto 2.000.000 di copie.
Prism ha debuttato al primo posto nella Billboard 200 con una vendita pari a 286.000 copie. È diventato il secondo album della cantante, dopo il precedente Teenage Dream, a debuttare direttamente alla prima posizione nella classifica statunitense. La settimana seguente, Prism è sceso alla seconda posizione (92.000 copie, -68%). Successivamente, l'album è sceso alla quarta posizione grazie alle 61.000 copie vendute, portando ad un totale di 439.000 copie totali a tre settimane dall'uscita. Sino a febbraio 2014, Prism ha venduto oltre 1.100.000 copie in America. Nella Billboard Canadian Albums, Prism ha debuttato al primo posto con una vendita pari a 31.000 copie.
Nel mercato europeo, Prism ha ottenuto buoni riscontri di vendite. Ha debuttato al primo posto nella Official Albums Chart con una vendita pari a 53.800 copie ed è arrivato ad un totale di 76.900 copie in due settimane (nella seconda ha venduto 23.100 copie, -57%). mentre in Francia ha venduto tre volte di più rispetto al suo predecessore nella settimana di apertura ovvero 15.200 copie (rispetto alle 5.200 di Teenage Dream) ed ha debuttato alla 4ª posizione della classifica Syndicat national de l'édition phonographique. Le vendite complessive di Prism ammontano a 100.000 copie in Francia.
In Italia, Prism ha debuttato alla quinta posizione nella Classifica FIMI Album ed è risultato essere il terzo miglior debutto della settimana. Nel corso dell'11ª settimana del 2014, l'album è stato certificato disco d'oro dalla Federazione Industria Musicale Italiana per le oltre 25.000 copie vendute.
Il 3 agosto 2015, Prism è stato certificato disco di diamante in Brasile per le oltre 160.000 copie vendute.

## Classifiche

### Classifiche settimanali
| Classifica (2013) | Posizione massima |
| ----------------- | ----------------- |
| Australia         | 1                 |
| Austria           | 3                 |
| Belgio (Fiandre)  | 5                 |
| Belgio (Vallonia) | 7                 |
| Canada            | 1                 |
| Corea del Sud     | 21                |
| Danimarca         | 4                 |
| Finlandia         | 15                |
| Francia           | 4                 |
| Germania          | 4                 |
| Giappone          | 5                 |
| Irlanda           | 1                 |
| Italia            | 5                 |
| Norvegia          | 3                 |
| Nuova Zelanda     | 1                 |
| Paesi Bassi       | 4                 |
| Polonia           | 34                |
| Portogallo        | 10                |
| Regno Unito       | 1                 |
| Repubblica Ceca   | 11                |
| Spagna            | 3                 |
| Stati Uniti       | 1                 |
| Svezia            | 3                 |
| Svizzera          | 2                 |
| Ungheria          | 10                |

### Classifiche di fine anno
| Classifica (2013) | Posizione |
| ----------------- | --------- |
| Australia         | 2         |
| Belgio (Fiandre)  | 101       |
| Belgio (Vallonia) | 120       |
| Canada            | 29        |
| Danimarca         | 82        |
| Francia           | 70        |
| Germania          | 94        |
| Irlanda           | 18        |
| Italia            | 69        |
| Nuova Zelanda     | 12        |
| Paesi Bassi       | 86        |
| Regno Unito       | 28        |
| Stati Uniti       | 49        |
| Svezia            | 53        |
| Svizzera          | 77        |
| Classifica (2014) | Posizione |
| Australia         | 7         |
| Austria           | 73        |
| Canada            | 5         |
| Francia           | 94        |
| Paesi Bassi       | 70        |
| Regno Unito       | 52        |
| Stati Uniti       | 8         |
| Svezia            | 11        |
| Svizzera          | 63        |
| Classifica (2015) | Posizione |
| Australia         | 54        |
| Stati Uniti       | 83        |
| Svezia            | 64        |

## Date di pubblicazione
| Paese       | Data di pubblicazione | Etichetta       |
| ----------- | --------------------- | --------------- |
| Austria     | 18 ottobre 2013       | Capitol Records |
| Finlandia   | 18 ottobre 2013       | Capitol Records |
| Germania    | 18 ottobre 2013       | Capitol Records |
| Irlanda     | 18 ottobre 2013       | Capitol Records |
| Italia      | 18 ottobre 2013       | Capitol Records |
| Paesi Bassi | 18 ottobre 2013       | Capitol Records |
| Slovacchia  | 18 ottobre 2013       | Capitol Records |
| Slovenia    | 18 ottobre 2013       | Capitol Records |
| Sudafrica   | 18 ottobre 2013       | Capitol Records |
| Svizzera    | 18 ottobre 2013       | Capitol Records |
| Mondo       | 22 ottobre 2013       | Capitol Records |